# 貝斯特雷伊斯托克區

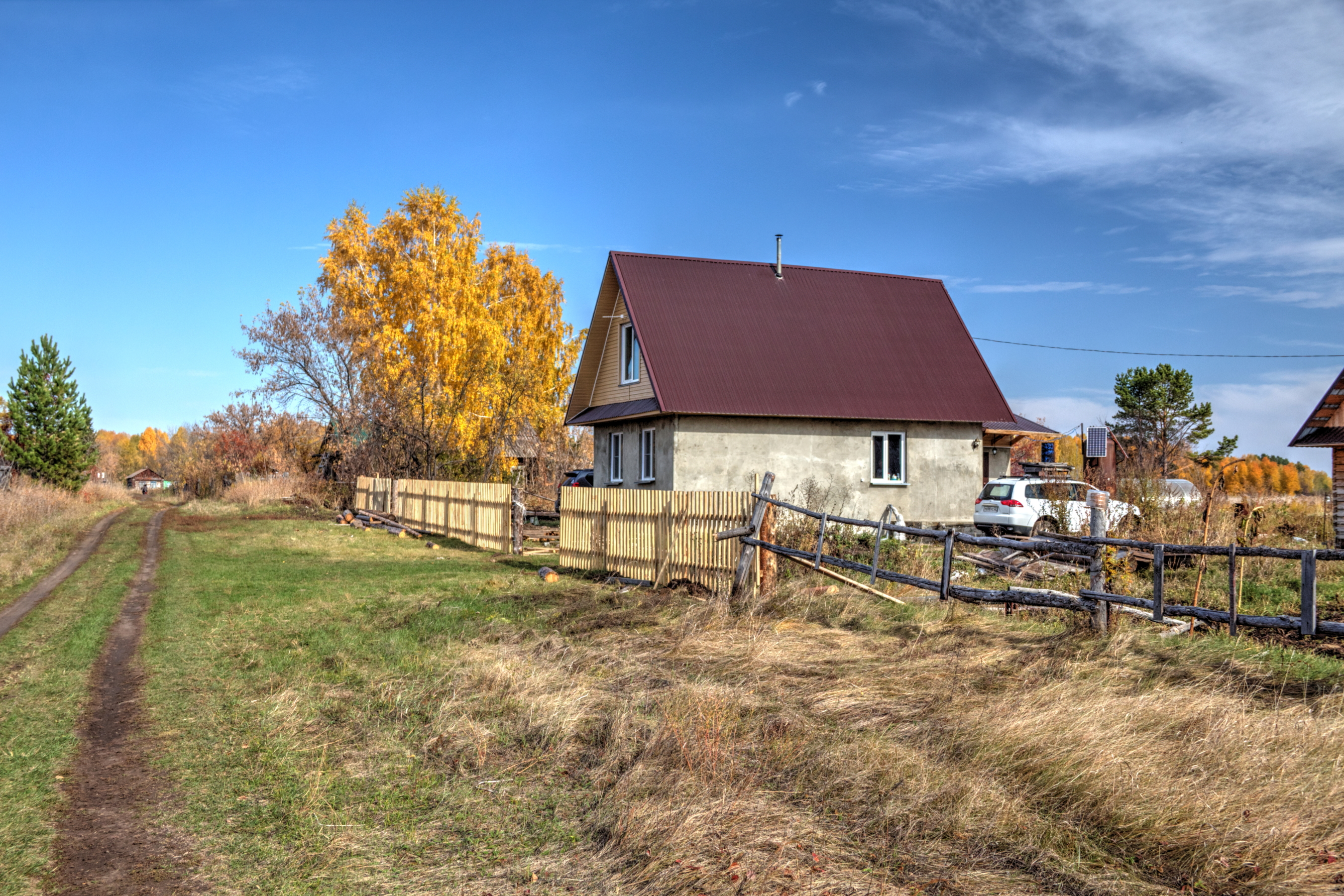

52°22′N 84°24′E / 52.367°N 84.400°E
貝斯特雷伊斯托克區（俄语：Быстроистокский район），是俄羅斯的一個區，位於該國南部，由阿爾泰邊疆區負責管轄，面積1,924平方公里，2010年人口10,150，人口密度每平方公里5.28人。